# Албрехт фон Баден
Албрехт фон Баден (на немски: Albrecht von Baden; * 1456, замък Хахберг; † 1488, Даме) е маркграф на Баден и от 1476 до 1482 г. маркграф на Баден-Хахберг.

## Живот
Той е вторият син на маркграф Карл I фон Баден (1427 – 1475) и съпругата му Катарина Австрийска (1420 – 1493), дъщеря на херцог Ернст Железни. Майка му е по-малка сестра на император Фридрих III.
През 1476 г. Албрехт става маркграф първо заедно с брат му Христоф I (1453 – 1527). През 1476 г. Албрехт получава Хахберг като наследствена част и 1482 г. се отказва срещу годишна рента. Христоф започва да управлява сам.
Албрехт умира бездетен през 1488 г. и Хохберг отива обратно на Христоф.